# 立石涼子
立石 涼子（たていし りょうこ、1951年〈昭和26年〉12月4日 - 2020年〈令和2年〉8月2日）は、日本の女優、声優。本名及び旧芸名は立石 凉子（たていし りょうこ）。
長崎県長崎市出身。最終所属はシス・カンパニー。文学座研究所を経て演劇集団円に所属し、蜷川幸雄演出作品の常連として活躍。名脇役として映画やドラマなど映像作品にも幅広く出演した。

## 来歴・人物
長崎県立長崎南高等学校卒業。航空会社に入社し、国際線の客室乗務員を務めていた。その後「年齢制限が無く、一生これで働けると思った」ということで役者に転身することになる。文学座附属演劇研究所を経て、1974年に劇団雲の研究生となる。1975年、劇団雲の分裂で円・演劇研究所に移り、1976年に演劇集団 円の団員に昇格する。1996年には文化庁海外研修制度によりロンドンへ1年間留学、エコール・フィリップ・ゴーリエ演劇学校等にて学ぶ。
活動の中心は主に舞台。『欲望という名の電車』『三人姉妹』など、また蜷川幸雄演出作品や劇団ナイロン100℃の作品などにも出演し、出演作は多方面に亘る。2004年には『エレファント・バニッシュ』『ビューティークィーン・オブ・リーナン』での演技により第39回紀伊國屋演劇賞個人賞を受賞。立石凉子ワークショップを開催し、後進の指導にもあたる。
テレビドラマや映画など映像作品への出演に加え、声優として洋画や海外ドラマの吹き替えも担当している。
2012年、立石凉子から立石涼子に改名。2015年よりシス・カンパニーに所属。
2019年9月に体調を崩して肺がんと診断され、手術と投薬治療を経て、2020年4月のリーディング公演『ポルノグラフィ』への出演が予定されていたが新型コロナウイルス感染症（COVID-19）の感染拡大に伴い公演延期となった。その後同年6月ごろより容体が悪化し、同年8月2日午前4時52分、肺がんのため東京都内の病院にて死去した。68歳没。生涯独身。最後の出演舞台は2019年1月から2月に上演された『罪と罰』で、撮影済みの未公開映画もある。
葬儀は近親者のみにて営まれる。お別れ会の開催は未定。
特技は長崎弁、英会話。

## 出演

### テレビドラマ
- 突如として男が（1975年、NTV）
- 大江戸捜査網 第272話「十手に賭けた怨み節」（1976年、12ch / 三船プロ）
- いろはの"い" 第21話「流れ星」（1976年、NTV / 東宝） - 小田京子 役
- ポーラテレビ小説 / さかなちゃん（1976年 - 1977年、TBS） - 紀子
- 怪人二十面相 （1977年、フジテレビ）
- 横溝正史シリーズ 三つ首塔 第2話（1977年、MBS）
- 明日の刑事 第38話「恋人の赤い絆・父と娘の戦争」（1978年、TBS）
- UFO大戦争 戦え! レッドタイガー 第26話「月と星たす太陽は?」（1978年、12ch）
- 噂の刑事トミーとマツ 第1シリーズ 第3話「女装で迫るトミーとマツ」（1979年、TBS / 大映テレビ）
- 非情のライセンス 第3シリーズ 第25話「兇悪の誘拐・恐怖のカーテレフォン」（1980年、ANB）
- 警視-K 第1話「そのしあわせ待った!」（1980年、NTV）- 上山美子
- 特捜最前線（ANB / 東映）
  - 第197話「焼死体・三つの鍵の謎!」（1981年）
  - 第224話「ネックレスをした老刑事!」（1981年）
  - 第246話「魔の職務質問!」（1982年）
  - 第268話「壁の向うの眼!」（1982年）
  - 第394話「レイプ・白いハンカチの秘密!」（1984年）
- 火曜サスペンス劇場（NTV）
  - 「松本清張スペシャル9・歯止め」（1983年4月5日） - 薬局の女主人
  - 「恐怖のエレベーター」（1983年）
  - 「六月の花嫁4　悪夢の花嫁」（1987年6月23日）
  - 「六月の花嫁2　婚約解消殺人事件」（1989年6月13日）
  - 「わが町」（1992 - 1998年） - 鳴海睦子 役
  - 「女検事・霞夕子10 闇の演出（桃井かおり版）」（1993年8月17日） - 園操 役
  - 「フルムーン旅情ミステリー9　空の階段」（1993年12月14日）- 藤川美津枝
  - 「京都近江殺人街道（若村麻由美版）」（1994年4月12日） - 狭山翠 役
  - 「地方記者・立花陽介12 飛騨高山通信局」（1998年12月15日） - 長尾アキコ 役
  - 「指名手配2　人口42万7千人長崎市、潜入捜査中焼死した先輩が生きている?内密に探し出せ!」（1999年8月17日） - 桑原信江 役
  - 「松本清張スペシャル・一年半待て」（2002年1月15日） - 神村直美 役
  - 「警部補 佃次郎16　女の賭け」（2002年11月12日） - 村山看護師長 役
- ザ・サスペンス「消えたスクールバス 園児集団蒸発「それは夏祭りから始まった」（1982年7月24日、TBS）
- 警視庁殺人課 第25話「警視庁殺人課全員殉職! PART-1」（1981年、ANB / 東映 / 藤映像コーポレーション）
- 大戦隊ゴーグルファイブ 第21話「恐怖! 魚が化石に」（1982年、ANB） - 浜田夫人 役
- 銀河テレビ小説 / 「がんばったンねん」（1983年、NHK） - 良平の姉 役
- 土曜ワイド劇場（ANB）
  - 「女弁護士　朝吹里矢子7」（1983年） - 久藤多恵子 役
  - 「美人秘書殺し」（1990年）
  - 「新・女弁護士 朝吹里矢子」 第3作『逆転の法廷!』（1996年） - 山下きよ美 役[6]
  - 「事件4」（1996年） - 前田初代 役
  - 「牟田刑事官事件ファイル27」（1999年）
  - 「家政婦は見た18」（2000年） - 杉谷良江 役
  - 「牟田刑事官VS終着駅の牛尾刑事そして事件記者冴子1」（2001年） - 堀内先生 役
  - 「天才刑事・野呂盆六1」（2007年） - 田中キク江 役
  - 「女警察署長・美佐子2」（2009年） - 速水圭子 役
  - 「司法教官・穂高美子1」（2011年） - 豊岡里子 役
  - 「ヤメ検の女4」（2013年） - 山田晴海 役
  - 「私は代行屋!4」（2015年） - 徳永君子 役
  - 「人類学者・岬久美子の殺人鑑定6」（2016年） - 宮村明代 役
- 新・女捜査官 第15話「ライフル魔に監禁された料理教室の女達」（1983年、ABC）
- 月曜ワイド劇場（ANB）
  - 「子供たちの復讐 開成高校生殺人事件」（1983年10月31日）
  - 「花柳幻舟獄中記」（1984年5月7日）
  - 「逆転夫婦 夫が突然主婦宣言!」（1986年3月24日）
- 西武スペシャル「波の盆」（1983年11月15日、NTV） - 瑞江 役
- 陽暉楼 （1984年、TBS）
- 北の国から（1984年） - 中畑ゆり子 役
- 気分は名探偵 第14話「どんぐり小僧の涙」（1985年、NTV / ユニオン映画） ‐ 森村紀子 役
- 女の一生（1985年、ABC）
- 金曜女のドラマスペシャル（CX）
  - 「七年目の報酬」（1985年7月12日）
  - 「松本清張の黒い画集・紐」（1985年10月4日）
- 赤い秘密（1985年、TBS） - 田村さなえの母 役
- ザ・ハングマンV 第14話「エジソンがラブホテルで殺人者にされる!」（1986年、ABC） - 戸崎律子 役
- 西村京太郎トラベルミステリー 「寝台急行“銀河”殺人事件」（1986年、ANB / 東映）
- 太陽にほえろ! PART2 第3話「老犬ムク」（1986年、NTV） - 近所の主婦
- 大都会25時 第7話「怯えた少女の眼!ニセ刑事殺人事件」（1987年、ANB / 東映）
- 24時間テレビ / 愛は地球を救う10「24時間テレビドラマスペシャル 車椅子の花嫁」（1987年8月22日、NTV）
- 女優競演サスペンス「女の中の悪魔」（1987年9月21日、KTV）
- 赤いバッシュ!（1987 - 1988年） - 立木弘子 役
- 長七郎江戸日記（1988年） - 青山奈尾 役
- 牟田刑事官事件ファイル 「湯けむり伊豆半島、女たちの殺人スポーツツアー」（1988年、ANB）
- 3年B組金八先生 第3シリーズ 第10話「進路決定・三者面談1」、第11話「進路決定・三者面談2」（1988年、TBS）
- はぐれ刑事純情派（ANB / 東映）
  - 第1シリーズ 第22話「複顔写真の男」（1988年） - 田所の妻
  - 第2シリーズ 第15話「父を売った娘」（1989年） ‐ 円城寺貴子 役
  - 第12シリーズ 第16話「山手線を一周する女!?結婚記念日の秘密」（1999年） - 金子春江 役
- 土曜ドラマスペシャル 「逃げて逃げて…」（1988年12月10日、TBS）
- 青春オーロラ・スピン スワンの涙（1989年、CX）
- いとしの婿どの（1989年、THK）
- いつか誰かと（1990年、TBS）
- 夏色のアルバム（1990年、TBS）
- 世にも奇妙な物語（CX）
  - 「超・能・力!」（1991年）
  - 「帰れない」（1991年） - 沢田妙子 役
  - 「不倫警察」（2018年） ‐ 藤村理恵 役
- 仕掛人・藤枝梅安（1991年、CX）
- ずっとあなたが好きだった（1992年、TBS）
- あなただけ見えない（1992年、CX） - 山根志津 役
- NIGHT HEAD（1992年） - 双海弓子 役
- 連続テレビ小説 「ひらり」（1992年 - 1993年、NHK） - 町子 役
- さすらい刑事旅情編V 第7話「特急富士B寝台・女カメラマンの謎の死」（1992年、ANB）
- ひとり家族（1994年、TBS） - 増田
- 渡る世間は鬼ばかり第二シリーズ 第44、45話（1994年、TBS） - くに化粧品の客 道子
- 星の金貨（1995年、NTV） - 新井和子 役
- ナースのお仕事 第1シリーズ（1996年、CX） - 小野寺純子 役
- みにくいアヒルの子（1996年、CX） - 松永すみ子 役
- コーチ 第1話（1996年、CX）
- 金曜エンタテイメント（CX）
  - 「赤い霊柩車シリーズ1」（1992年） - 小笠原正子 役
  - 「おばさんデカ 桜乙女の事件帖4」（1996年） - 波多野葉子 役
- 成田離婚（1997年、CX） - 星野美和 役
- 月曜ドラマスペシャル（TBS）
  - 「早乙女千春の添乗報告書7」（1997年） - 田中佳子 役
- GTO（1998年、CX） - 内山田良子 役
- アフリカの夜（1999年、CX） - スナック黎のママ 役
- 月曜ミステリー劇場（TBS）
  - 「財務捜査官 雨宮瑠璃子1」（2004年） - 山崎昌子 役
- 救命病棟24時（2001年、CX） - 山口文子 役
- サイコドクター（2002年、NTV） - 松本貴子の母 役
- 新・京都迷宮案内（2003年、EX） - 森下あや乃 役
- 竜馬がゆく（2004年、TX） - おたけ 役
- 世界の中心で、愛をさけぶ（2004年、TBS） - 真島順平の母 役
- 古畑任三郎ファイナル（2006年、CX） - 堀部珠代 役
- 病院のチカラ〜星空ホスピタル〜（2007年、NHK） - 新谷看護師長 役
- 本当と嘘とテキーラ（2008年、TX）
- 監査法人（2008年、NHK） - 桑原美子 役
- 水曜ミステリー9（TX）
  - 「ブランド刑事3」（2008年） - 瀬戸清恵 役
  - 「信濃のコロンボ事件ファイル17」（2008年） - 宮城美智子 役
  - 立証 離婚弁護士 香月佳美（2013年5月29日）[7]
- ザ・クイズショウ（2009年、NTV） - 桂木美佐子 役
- 花祭（2009年、CBC） - 白山久子 役
- 相棒（2011年、EX） - 茂田早奈江 役
- CONTROL〜犯罪心理捜査〜（2011年、CX） - 青木伸子 役
- ハンチョウ〜神南署安積班〜（2011年、TBS） - 福村多恵子（福村の妻） 役
- 月曜ゴールデン（TBS）
  - 「釣り刑事2」（2011年） - 磯貝数子 役
  - 「京都殺人授業1」（2013年） - 赤間登紀子 役
- 警視庁捜査一課9係（2011年、EX） - 工藤時子 役
- ボクら星屑のダンス（2011年、TX） - 園長先生
- 親父がくれた秘密〜下荒井5兄弟の帰郷〜（2012年、TX） - 山崎きぬ 役
- ハンチョウ〜警視庁安積班〜（2013年、TBS） - 清瀬美佐子 役
- 芙蓉の人〜富士山頂の妻（2014年、NHK） - 佐藤けさ 役
- 銭の戦争（2015年、CX） - 植草睦子 役
- 医師たちの恋愛事情（2015年、CX） - 野上房江 役
- 表参道高校合唱部!（2015年、TBS） - 原田知世 役
- オンナミチ（2015年、NHK BSプレミアム） - 山口文子 役
- ある日、アヒルバス（2015年、NHK BSプレミアム） - 田原桃子 役
- 僕らプレイボーイズ 熟年探偵社（2015年、TX） - 坂田晃子 役
- スミカスミレ（2016年、EX） - 吉田芳江 役
- 刑事7人（2016年、EX） - 永沢和子 役
- 刑事吉永誠一 涙の事件簿14（2016年、TX） - 津村文子 役
- ドクターY〜外科医・加地秀樹〜（2016年、EX） - 田波葉子 役
- 中年スーパーマン左江内氏（2017年、NTV） - 左江内春子 役
- 警部補・碓氷弘一（2017年、EX） - 桐山咲枝 役
- 犯罪症候群（2017年、THK / WOWOW） - 磯村初江 役
- 警視庁・捜査一課長（2017年、EX） - 桜川京子 役
- 居酒屋ふじ（2017年、TX） - 高橋光子 役
- 遺留捜査（2017年、EX） - 竹原佳代子 役
- コード・ブルー -ドクターヘリ緊急救命-（2017年、CX） - 倉田和美 役
- ヘッドハンター第4話（2018年、TX） - 松原瑞江 役
- 下町ロケット（2018年、TBS） - 殿村恭子 役
- 月曜名作劇場 「浅見光彦シリーズ4」（2018年、TBS） - 松浦登喜枝 役
- それを愛とまちがえるから（2019年、WOWOW） - 伊藤春子 役
- 白衣の戦士!（2019年、NTV） - 田中佐和子 役
- 科捜研の女（2019年、EX） - 小峰 役
- ドラマスペシャル 検事・佐方 〜裁きを望む〜（2019年12月26日、EX） - 郷古麻恵 役[8] ※遺作

### 舞台
- から騒ぎ（1979年）
- 救いの猫ロリータは今…（1985年）
- 川を渡る夏（1986年）
- リチャード三世（1987年）
- 今日子（1989年）
- 欲望という名の電車（1989年）
- リング・リング・リング（1991年）
- 三人姉妹（1993年）
- エレファント・バニッシュ（2003年、2004年）
- シブヤから遠く離れて（2004年）
- 白夜の女騎士（2006年）
- あわれ彼女は娼婦 （2006年7月、シアターコクーン） - ヒポリタ 役
- ナイス・エイジ（2006年12月、本多劇場、ナイロン100℃公演）
- 春琴（2008年、共演：深津絵里）
- 表裏源内蛙合戦（2008年）
- ガラスの仮面（2008年8月 - 9月、北九州芸術劇場・彩の国さいたま芸術劇場・イオン化粧品シアターBRAVA!） - 北島春 役
- ベッドルーム・ファンタジー（2009年10月10日 - 11月1日、ルテアトル銀座）
- ガラスの仮面 〜二人のヘレン〜（2010年8月 - 9月、彩の国さいたま芸術劇場・イオン化粧品 シアターBRAVA!） - 北島春 役
- ガラスの動物園（2012年3月 - 4月、渋谷シアターコクーン・共演：深津絵里） - アマンダ 役
- 日の浦姫物語（2012年11月 - 12月、渋谷シアターコクーン）
- 皆既食 -Total Eclips-（2014年11月7日 - 11月29日、Bunkamuraシアターコクーン / 12月4日 - 12月7日、シアターBRAVA!、作：クリストファー・ハンプトン、演出：蜷川幸雄） - ウージェニー・クランツ 役[9]
- 放浪記（2015年、シアタークリエ ほか） - きし 役
- アンナ・クリスティ（2018年7月 - 8月、よみうり大手町ホール / 梅田芸術劇場、演出：栗山民也） - マーシー・オウエン 役
- 罪と罰（2019年1月 - 2月） - プリヘーリヤ & アリョーナ 役

### 吹き替え
- アグリー・ベティ3（ビクトリア）
- アリスは悩める転校生（プロトキン先生/ペニー・マーシャル）
- ER緊急救命室
  - シーズンV #14（ハンセン）
  - シーズンXI #2（シムリン・ラスゴートラ〈キロン・ケール〉）
- エバーラスティング 時をさまようタック（メイ）
- エリザベス（メアリー1世/キャシー・バーク）
- カレンダー・ガールズ（アニー/ジュリー・ウォルターズ）
- クリミナル・マインド2 FBI行動分析課（ウルトラ） #7
- スター・ウォーズ エピソード4/新たなる希望（ベルー・ホワイトサン・ラーズ〈シラー・フレイザー〉）※日本テレビ特別篇版
- スパイダーマン2
- 第一容疑者 希望のかけら（ポーリーン）
- ナイトライダー 第13話「復讐の罠！マイケルは2度死ぬ・シグナルGO！高層ビル激突」（ジーナ/アレクサ・ハミルトン）
- ヒューゴの不思議な発明（マダム・エミール）
- 名探偵ポワロ 死との約束（ポイントン夫人）
- 名探偵モンク 第2話「モンクvs超能力」（霊能力者ドリー・フリント）
- 名探偵モンク5（DVD版では6）
- 名探偵モンク7
- マイ・ビッグ・ファット・ウェディング（マリア・ポルトカロス）
- リトル・ダンサー（ウィルキンソン先生/ジュリー・ウォルターズ）
- ロイヤル・スキャンダル 〜エリザベス女王の苦悩〜（レディー・アン・グレンコナーのボイスオーバー）
- 私はケイトリン（ドリ）

### 映画
- 四年三組のはた（1976年） - 木村先生 役
- せんせい（1983年） - 山口文子 役
- 時計 Adieu l'Hiver（1986年） - コネコ 役
- 噛む女（1988年） - 司会者 役
- リング・リング・リング 涙のチャンピオンベルト（1993年） - 木村涼子 役
- くも漫。（2017年） - 中川の母 役[10]
- チェリーボーイズ（2018年） - 国森和代 役
- 奥様は、取り扱い注意（2021年）

### ラジオドラマ
- FMシアター うつ病九段（2019年7月13日、NHK-FM） - 米長夫人 役